# Castillo de Dunbar
El castillo de Dunbar es el remanente de una de las más poderosas fortalezas de Escocia, situada sobre el puerto de la ciudad de Dunbar, en East Lothian.

## Historia
Se cree que los Votadini o Gododdin, fueron los primeros en defender este sitio; el vocablo de la lengua britónica Dyn Barr, el fuerte del lugar, se encuentra todavía en uso. Hacia el siglo VII, el castillo de Dunbar era una posición defensiva central de los reyes de Bernicia, un reino anglo que se afianzó en esa región de la Bryneich britana.

### Northumbria
Durante la Alta Edad Media, el castillo estuvo en posesión de un ealdorman vasallo de, tanto los reyes del castillo de Bamburgh como de, más tardíamente, los reyes de York. En el 678 Wilfrid de York estuvo prisionero en Dunbar, después de su expulsión de su sede en York por parte de Egfrido de Northumbria.
Tiempo después, se dice que Dunbar fue quemada por Kenneth MacAlpin, rey de los escoceses. Ciertamente, este rey figura en los registros en posesión del castillo.

### Reino de los escoceses
Durante el siglo X y primera parte del XI, el pueblo de los Norse hizo incursiones cada vez más frecuentes en Escocia y, en el 1005, existe registro de un Patrick de Dunbar, bajo Malcolm II, enfrentando a los invasores nórdicos en el norte, en Murthlake, un pueblo de Marr. Ahí, junto a Kenneth, Thane de las Islas, y Grim, Thane de Strathearn, Patrick fue muerto. 
Se piensa que el primer castillo de piedra fue construido por Gospatric, conde de Northumbria, después de haber buscado refugio en la corte de Malcolm III de Escocia tras su exilio de Inglaterra, provocado por la Masacre del Norte llevada a cabo por Guillermo el Conquistador. Gospatric fue un poderoso terrateniente en ambos reinos y podía convocar suficientes hombres lo que convenció a Malcolm a otorgarle más tierras en Merse y Lauderdale, tanto en compensación por aquellas tierras perdidas en el sur lejano como en recompensa por su lealtad - como era habitual en el sistema feudal -. Sir Walter Scott sostuvo que Cospatric o Gospatrick era una contracción de Comes Patricius. De todas formas, está documentado que el rey Malcolm III otorgó el señorío de Dunbar a "el expatriado Señor de Northumberland".

## Estructura
El cuerpo del edificio medía más de cincuenta metros de este a oeste y, en algunas partes casi sesenta metros de norte a sur. La batería sur, que Grose supone fue la ciudadela o torre del homenaje, está situada en una roca perpendicular independiente, accesible solo por un lado, de veintidós metros de altura, conectada a la sección principal del castillo por un pasaje de mampostería de veintiún metros. El interior de la torre mide dieciséis por dieciocho metros dentro de los muros. Su forma es octogonal. Cinco de las troneras, también llamadas aspilleras, permanecen. Las mismas miden poco más de un metro por menos de medio metro de boca. Las construcciones están dispuestas en arco y se extienden por más de 220 cm de las murallas exteriores, mirando sobre un patio abierto de donde obtienen su luz.

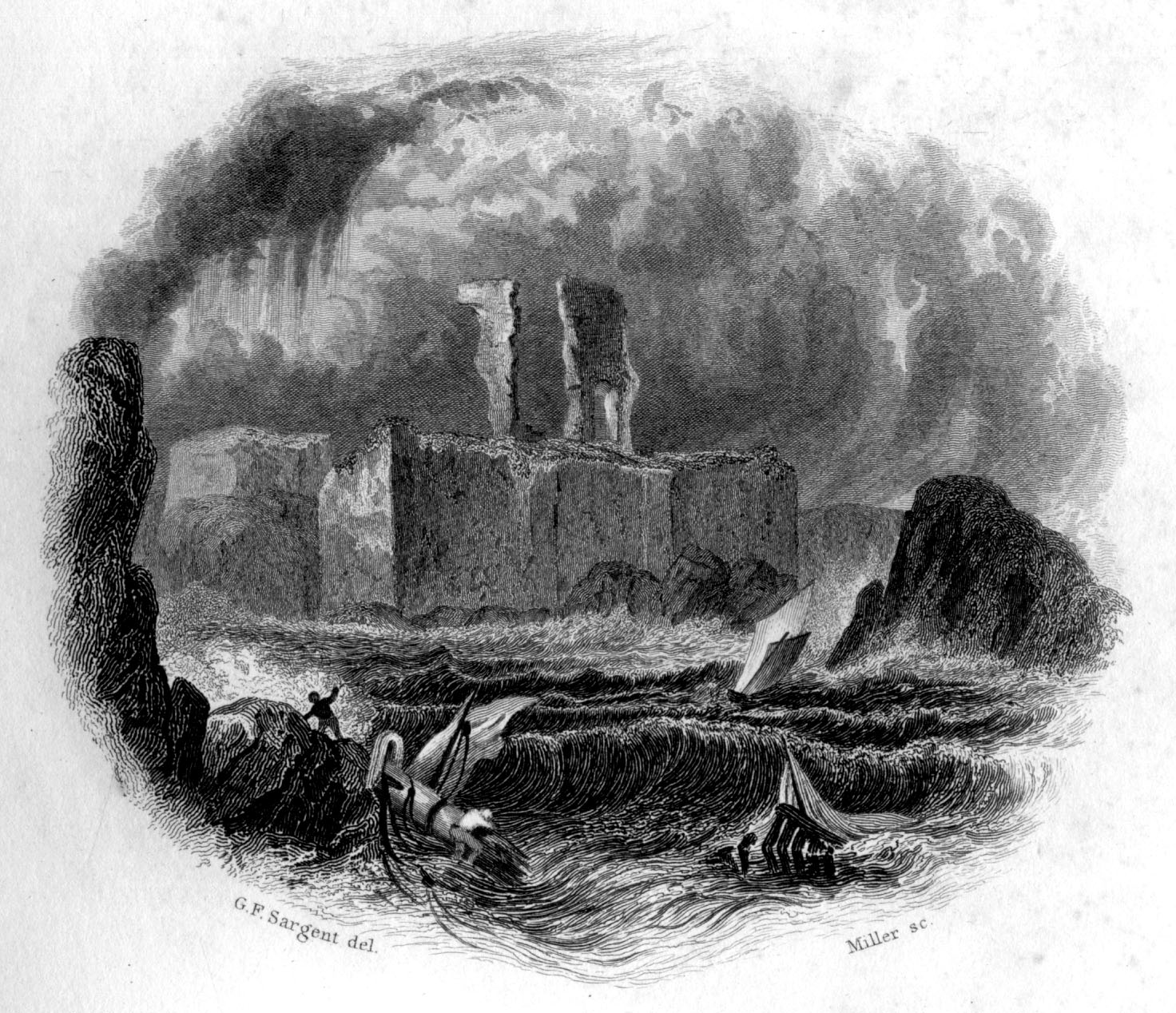
Grabado del del castillo de Dunbar

Alrededor del centro de la fortaleza permanece parte de la muralla, atravesada por una entrada, coronada por un escudo de armas. Este acceso parece haber llevado a los departamentos principales. En el centro, se encuentra el blasón de George, 10th Earl of Dunbar, quien sucedió a su padre en 1369 y quien, además del earldom de Dunbar y el de March, heredó el señorío de Annandale y el de la Isla de Man de su heroica tía, Black Agnes of Dunbar. Estos blasones debieron haber sido puestos ahí después de su sucesión, siendo que George fue el primero en adoptarlos, a saber: un gran escudo triangular, en el que se divisa un león rampante, dentro de un borde conteniendo ocho rosas. El escudo está ornamentado con un casco portando una cresta sobre la que se observa la cabeza de un caballo con bridas. Sobre la derecha está el escudo de los Bruces, y sobre la izquierda el de la Isla de Man.
Las torres del castillo tuvieron comunicación con el mar, hundiéndose en él en varios puntos. Al noreste desde el frente del castillo se encuentra una importante caverna natural, principalmente de piedra negra, la cual asemeja la boca del Aqueronte – un lugar que lleva a las corrientes de la melancolía -. Se supone que este sitio formó parte de los calabozos donde prisioneros, como Gavin Douglas, Obispo de Dunkeld (quien estuvo prisionero aquí en 1515), eran confinados. Existe también, sin embargo, una oscuro acceso posterior, el cual da acceso a una ensenada rocosa desde el mar, la cual, es probable, fuera la usada por Sir Alexander Ramsay y sus seguidores para introducir provisiones durante el sitio de 1338.
Mucho se sostuvo que el castillo era inexpugnable, posiblemente por los muchos sitios que resistió. Fue construido con una roca roja similar a aquella encontrada en las canteras cercanas a Garvald. Grandes masas de murallas, caídas bajo el paso de los años, parecen estar vitrificadas o aglutinadas. En el noroeste, parte de las ruinas son un departamento casi inaccesible de aproximadamente un metro cuadrado, el cual, la tradición asegura fue el de María Estuardo.

## Historia posterior
El castillo continuó siendo el baluarte de los Earls of Dunbar hasta la confiscación de George, Earl of March, en 1457, cuando el castillo fue desmantelado previniendo su ocupación por los ingleses. Fue restaurado por Jacobo IV al final del siglo. Pasó al control del duque de Albany y fue durante este período que el bastión oeste fue erigido. Se cree que el mismo pudo haber sido diseñado por Antoine d'Arces, Sieur de la Bastie quien fue puesto a cargo del castillo en diciembre de 1514. Albany organizó extensas reparaciones y mejoras en julio de 1527. Un dibujo italiano de Antonio da Sangallo el Joven para una fortificación de este período - señalado como una opinión -, para "il Duca D'Albania", ha sido asociado con Dunbar.
El castillo fue quemado por el Earl of Shrewsbury en una incursión de castigo producida durante el Cortejo Brutal de 1548. Posteriores re-fortificaciones en 1548 fueron dirigidas por Piero Strozzi y Migiliorino Ubaldini. El 24 de septiembre de 1549, el soldado inglés Thomas Holcroft describió las actividades de Peter Landstedt, un teniente al servicio del mercenario alemán Courtpennick (Konrad Pennick). A pesar del fuego del cañón disparado desde el castillo, Landstedt se afianzó en una casa en Dunbar y usó el mobiliario para comenzar incendios en el pueblo. Landstedt planeó atrincherarse frente al castillo y ubicar sus armas, pensando que las murallas cercanas al pueblo eran "muy viejas y bajas", y todavía "revisó con tierra y montículos", estas viejas murallas de piedra sobre la roca natural. Pensó que las viejas altas murallas del patio interior podían ser fracturadas por el bombardeo para destruir las "primeras murallas" del castillo. Estos planes no fueron realizados.
En mayo de 1560, un ingeniero italiano estaba trabajando en mejoras posteriores para la guarnición francesa. Estos trabajos fueron inspeccionados por Robert Hamilton en Briggs, guardián del Palacio de Linlithgow y Máster de la Artillería Real, y Robert Montgomery en julio de 1560 en nombre de los Lores de la Congregación quienes reportaron que su capacidad era "más del doble de lo que había sido antes" y capaz de dar cabida a 500 soldados más. El trabajo nuevo fue inmediatamente demolido como condición del Tratado de Edimburgo. A los terratenientes locales les fue encomendado la demolición de parte de una "rampire," una muralla con su foso y contraescarpa, y una gran plataforma para la artillería. Sin embargo, el capitán francés del castillo, Corbeyran de Sarlabous renovó el socavón que se encontraba dentro del área programada para la demolición.
El castillo permaneció custodiado por 60 soldados franceses bajo el mando de Sarlabous hasta septiembre de 1561. En agosto de 1565, durante la rebelión contra Mary Estuardo, llamada Chaseabout Raid, la reina ordenó reparaciones para el emplazamiento de armas y artillería y herramientas que podrían ser necesitadas para reconstruir las murallas del foso durante un sitio.
El castillo de Dunbar fue finalmente demolido por orden del Parlamento de Escocia en diciembre de 1567, después de la debacle de Carberry Hill y un sitio en septiembre para expulsar a los seguidores y familiares del Earl de Bothwell. Dunbar y la fortaleza en Inchkeith debieron ser "derribadas totalmente hasta los cimientos y destruidas de manera tal que ningún basamento sea usado para construir a partir de eso en tiempos venideros." En septiembre de 1568 algunas de sus piedras fueron seleccionadas para reutilizarse en el muelle de la costa de Leith.